# فيل ستيفنسون
فيل ستيفنسون (بالإنجليزية: Phil Stephenson)‏ هو سياسي أمريكي، ولد في 2 فبراير 1952 في دنكان في الولايات المتحدة. حزبياً، نشط في الحزب الجمهوري. وقد انتخب عضو مجلس نواب تكساس.

## وصلات خارجية
- الموقع الرسمي